# Nuoto ai Giochi della XXVI Olimpiade - Staffetta 4x100 metri stile libero femminile
Hanno partecipato alle batterie di qualificazione 19 nazioni: le prime 8 si sono qualificate per la finale.

## Finale
22 luglio 1996
| Posizione | Atlete                                                                        | Paese       | Tempo   |
| --------- | ----------------------------------------------------------------------------- | ----------- | ------- |
|           | Angel Martino, Amy Van Dyken, Catherine Fox e Jenny Thompson                  | Stati Uniti | 3:39.29 |
|           | Le Jingyi, Chao Na, Nian Yun e Shan Ying                                      | Cina        | 3:40.48 |
|           | Sandra Völker, Simone Osygus, Antje Buschschulte e Franziska van Almsick      | Germania    | 3:41.48 |
| 4         | Marianne Muis, Minouche Smit, Wilma van Hofwegen e Karin Brienesse            | Paesi Bassi | 3:42.40 |
| 5         | Linda Olofsson, Louise Jöhncke, Louise Karlsson e Johanna Sjöberg             | Svezia      | 3:44.91 |
| 6         | Sarah Ryan, Julia Greville, Lise Mackie e Susie O'Neill                       | Australia   | 3:45.31 |
| 7         | Shannon Shakespeare, Julie Howard, Andrea Moody e Marianne Limpert            | Canada      | 3:46.27 |
| 8         | Elena Nazemnova, Natal'ja Sorokina, Svetlana Lešukova e Natal'ja Meščerjakova | Russia      | SQ      |

## Non qualificate
| Posizione | Atleta | Paese         | Tempo   |
| --------- | ------ | ------------- | ------- |
| 9         |        | Regno Unito   | 3:48.26 |
| 10        |        | Francia       | 3:48.30 |
| 11        |        | Romania       | 3:48.43 |
| 12        |        | Giappone      | 3:48.77 |
| 13        |        | Danimarca     | 3:48.93 |
| 14        |        | Spagna        | 3:49.47 |
| 15        |        | Bielorussia   | 3:50.22 |
| 16        |        | Finlandia     | 3:50.33 |
| 17        |        | Svizzera      | 3:53.30 |
| 18        |        | Taipei cinese | 3:56.39 |
| 19        |        | Corea del Sud | 3:57.83 |